# Mémoire organisationnelle
La mémoire organisationnelle est l’ensemble des connaissances, du savoir-faire au sein d’une organisation.
La mémoire organisationnelle est une notion entrant dans le cadre de gestion des connaissances. Il s’agit de ce qui est stocké par la capitalisation des connaissances. Ces informations correspondent à : des évènements, des décisions, des modèles. La mémoire organisationnelle est donc la conservation de ces informations à travers ce que l’on appelle les composants de la mémoire organisationnelle : les individus, la structure et la culture d'entreprise.

## Différents éléments de la mémoire organisationnelle
Parler de mémoire organisationnelle c’est considérer une organisation comme un système de traitement de l’information possédant des capteurs afin d’acquérir, des organes afin de manipuler l’information, ainsi que de la retrouver à la demande en la stockant dans des dispositifs de stockage.
Les informations que pourrait retenir une entreprise sont :
- des évènements : qui sont des stimuli reçus de l’environnement auquel appartient l’entreprise tel que la défaillance d’un fournisseur ou la hausse des prix d’un composant

- des décisions: il s’agit des réponses et des réactions aux stimuli reçus par l’entreprise tel que le remplacement d’un composant dans les cas de la hausse des prix de celui-ci ou le remplacement d’un fournisseur lorsque celui-ci a été défaillant

- des modèles : ce sont les modèles d’interprétation ou des modèles de décision. Ce sont ces modèles qui permettent de comprendre pourquoi une décision a été prise lors de tels évènements

C’est donc ce type d’information qui va être conservé par les composants de la mémoire organisationnelle qui sont les individus, la structure et la culture.

### Individus
Il s’agit donc de la mémoire des individus de l’organisation. Les individus gardent en mémoire leurs observations et leur expérience au sein de l’organisation. Cette mémoire individuelle peut conserver des faits bruts (Un évènement survient, telle décision a été prise) ou des croyances ou des représentations particulières telles que des schémas de référence, des cartes cognitives, etc qui sont utilisées dans leur processus d’interprétation. À cette mémorisation interne s’accompagne souvent la constitution d’archives personnelles ou de fichiers qui se trouvent être autant de mémoires auxiliaires.

### Structure
Plusieurs éléments sont à considérer lorsque l'on parle de structure :
- Définitions des rôles : chaque rôle dans l’organisation s’accompagne d’une définition indiquant “ce que doit faire” ainsi que quel comportement doit adopter celui qui occupe ce rôle. Ces définitions s’imposent au titulaire du rôle et à tous ceux qui lui succèdent, cela assure une continuité des comportements.

- Procédures : Savoir quoi faire et dans quelle circonstance c’est à cela que servent les procédures opératoires. C’est  un aspect majeur de la mémoire de l’organisation. On y définit les règles d’exécution du travail, la façon de recueillir et de traiter les informations, les objectifs à respecter... C’est une mémorisation sous forme de règles qui permet de stabiliser les comportements individuels. En effet, ces procédures permettent de dominer les individus et de conditionner leur perception ainsi que de limiter leur choix d’action.

- Archives collectives : Les archivages prévus dans les procédures, sous forme de rapport ou de compte rendu, les fichiers informatiques concernant les données relatives aux clients, aux fournisseurs, aux salariés, aux transactions... deviennent de plus en plus importants dans la mémoire organisationnelle. Elles permettent à l’organisation de garder une trace des décisions prises face aux évènements et aux sollicitations de l’environnement.

### Culture
Il est possible de définir la culture comme la manière dont les individus de l’organisation ont appris à percevoir, penser, sentir les problèmes. Par exemple une entreprise transmettra des cultes à ses employés tels que l’utilisation d’un langage « scientifique », de technologie avancée ; la reconnaissance des valeurs « académiques » telles que les thèses ou les communications dans les congrès. Par la culture les organisations arrivent à véhiculer des schémas interprétatifs, stables dans le temps qui permettent une coordination. Tout cela est stocké dans les routines ainsi que des gestes, souvent tacites.

## Les outils de la mémoire organisationnelle
Il existe différents outils et méthodes pour capitaliser et utiliser la mémoire organisationnelle.

### Méthodes de capitalisation
- Méthode KADS (Knowledge Acquisition and Documentation Structuring). C'est une méthode qui permet la conception d'un système d'informations structuré autour de l'analyse et de la modélisation des connaissances. La méthode CommonKADS[2] en est une variante.

- Méthode MASK (Method for Analysing and Structuring Knowledge)

- Il existe aussi des méthodes de capitalisation par une approche bottom-up

1. Méthode MEREX (Mise En Règle de l’EXpérience), J.C. Corbel, 1995
2. Méthode REX

### Outils de diffusion de connaissance
Une fois acquise, l’information peut ensuite être diffusée à l’intérieur de l’organisation par différents outils tels que :
- Les intranet d’entreprise.
- Les portails de connaissances tels les Portails Collaboratifs
- Les systèmes de Flux RSS